# Метамфетамин
Метамфетаминът е синтетичен наркотик със стимулиращо действие, приема се перорално, чрез смъркане, чрез пушене на фолио или интравенозно. В България е известен като „пико“, „мет“, „кашкавал“, "точка“ или „косъм“. След по-дълга употреба, особено венозно, оказва непреодолима зависимост. 90% от приемащите го наркомани получават силни психически разстройства (слабоумие, параноидни явления, двигателни разстройства и др.). Метамфетамините наподобяват химически допаминa и допаминовите транспортери ги хващат и ги въвеждат в невроните вместо допамин. Вътре в нервната клетка метамфетаминът измества допамина от неговото депо (торбичката му). Повишеното количество допамин принуждава транспортерите да започнат да работят в обратна посока – да изпомпват активно допамин извън клетката – в синапса. В резултат на това допаминът е хванат „в капан“ в синапса и не може да се прибере обратно от транспортерите. Той стимулира отново и отново нервната клетка с опиатни рецептори. Метамфетамините са субстанции с много висок потенциал на зависимост, тъй като действат върху пътя на възнаграждението в мозъка. Употребяващите ги чувстват голямо удоволствие и бодрост.
При приемане дава рязък прилив на сили, еуфория, непрекъснат поток мисли, бързо заменящи се една с друга, пълно отсъствие на апетит.
Зависимост – психическа. След прием е характерен дълъг сън.
Използван често като стимулант по време на Втората световна война, но сега се явява уличен наркотик (много елементарен за производство), често се продава като екстази в увеселителни заведения.
Метамфетамин може да се произвежда в домашни условия чрез различни методи. Използваните смеси и химикали при производство в нелегални лаборатории понякога водят до експлозии и пожари, както и отравяния на хората, изложени на тях.

Симптомите при излагане на химикалите, използвани при производството на метамфетамин, включват главоболие, прилошаване или повръщане, виене на свят, затруднено дишане, раздразнение на носа и гърлото, кашлица и раздразнение на очите.